# 小行星2875
小行星2875（2875 Lagerkvist）是一颗围绕太阳公转的小行星。1983年2月11日，愛德華·鮑威爾在可可尼诺县发现了此天体。
該小行星以瑞典天文學家克拉斯-英格瓦·拉格爾科維斯特命名。
这颗小行星的绝对星等为171.0446012217935等。